# Flip i Flap: Indyjscy piechurzy
Flip i Flap: Indyjscy piechurzy (ang. Bonnie Scotland) – amerykański film komediowy z 1935. W rolach głównych wystąpili Flip i Flap, czyli Oliver Hardy i Stan Laurel – popularny duet aktorski tego okresu.

## Fabuła
Flip i Flap podróżują statkiem na gapę do Szkocji. Tam ma mieć miejsce odczytanie testamentu ich wuja. Obaj liczą na bogaty zapis, jednak wyprawa nie okazuje się tak szczęśliwa jak planowali. W wyniku serii zbiegów okoliczności nieświadomie zaciągają się do wojska i lądują w Indiach.

## Obsada
- Stan Laurel – Stanley McLaurel
- Oliver Hardy - Ollie Hardy
- June Lang - Lorna McLaurel
- William Janney - Alan Douglas
- Anne Grey - Lady Violet Ormsby
- David Torrence - Pan Miggs - prawnik
- Maurice Black - Khan Mir Jutra
- Daphne Pollard - Millie - pokojówka